# Дом Куик
Дом Куик (Кёйк) (нем. von Cuyk, нидерл. van Cuijk) — голландско-немецкий дворянский род, владевший в XII—XVI веках графствами Арнсберг (в 1124—1368) и Ритберг (в 1202—1586 годах).

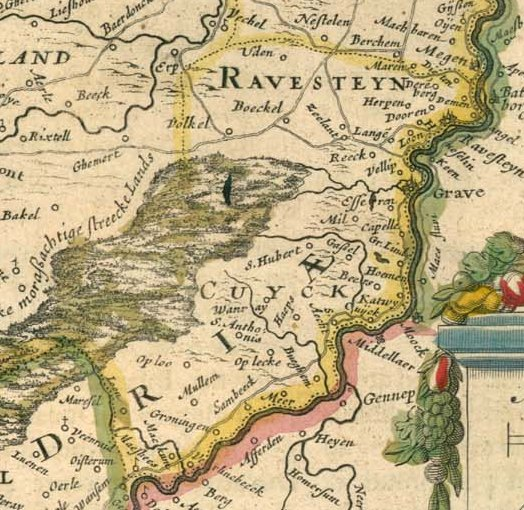
Владения рода фон Куик в XVII веке.

Основателем рода ван Куик считается Герман ван Мальсен (ок. 1040 — после 1080), бургграф Утрехта при епископе Виллеме I ван Гелре (1054—1076). Его потомки помимо своих аллодных владений занимали должность бургграфа Утрехта. 
Около 1140 года Герман II ван Куик основал город Граве (Северный Брабант).
В 1129 году бургграф Готфрид фон Куик (ум. после 1154) становится 2-м мужем Ютты (Иды), дочери графа Арнсбергского Фридриха I Упрямого, в результате чего Готтфрид I в 1124 году унаследовал это графство и основал Аренсбергскую линию рода Куик. 
Из Аренсбергской линии рода фон Куик в 1202 году выделилась боковая линия во главе с сыном графа Аренсберга Генриха I Братоубийцы Генрихом II, который стал графом Ритберга.